# Michail Semjonowitsch Tschudow
Michail Semjonowitsch Tschudow (russisch Михаил Семёнович Чудов; * 5. Septemberjul. / 17. September 1893greg. im Dorf Chonejewo, Kreis Beschezk, Gouvernement Twer, heute Oblast Twer; † 30. Oktober 1937 in Moskau) war ein sowjetischer Staatsmann und Funktionär der KPdSU.

## Leben
Michail Tschudow arbeitete in Petersburg als Drucker, betätigte sich seit 1910 als Revolutionär, trat 1913 in die SDAPR ein, desertierte 1915 aus der Kaiserlich Russischen  Armee nach Finnland, kehrte 1917 zurück und beteiligte sich an der Februar- sowie an der Oktoberrevolution. Er war Kommissar bei der sowjetischen Seekriegsflotte (russisch Центрофлот) und leitete zwei Vereinigungen der Beschäftigten in der sowjetischen Druckerei-Industrie. 1918–1920 war Michail Tschudow Parteichef in Beschezk und stand seit 1920 seiner Partei in Twer, Rostow am Don und im Nordkaukasus vor. Ab 1928 war er in Leningrad tätig.
Michail Tschudow wurde am 28. Juni 1937 verhaftet, am 29. Oktober 1937 vom Militärgericht des Obersten Sowjets (russ. Военная коллегия Верховного cуда СССР) zum Tode verurteilt und am darauffolgenden Tag erschossen. Seine 1895 geborene Ehefrau Ljudmila Konstantinowna Schaposchnikowa (russisch Людмила Константиновна Шапошникова) – seit 1917 Mitglied der KPdSU – wurde 1937 verhaftet, zu fünf Jahren Lager verurteilt und starb 1942 in letzterem.
Am 17. März 1956 – während Chruschtschows Tauwetter – wurde Michail Tschudow von demselben Militärgericht postum rehabilitiert. Die Akte zum Fall Tschudow liegt im Zentralen FSB-Archiv.

## Präsenz in den Gremien der Sowjetmacht
- 1928–1936 Zweiter Gebiets- und Stadtsekretär der Parteiorganisation Leningrads – bis 1934 unter Kirow und dann unter Shdanow,
- Delegierter des 11. bis 17. Parteitages des KPdSU,
  - auf dem 12. und 13. Parteitag als Kandidat des ZK gewählt,
  - auf dem 14. bis 17. Parteitag als Mitglied des ZK bestätigt,
- Mitglied des Allrussischen Zentralen Exekutivkomitees und des Zentralen Exekutivkomitees der UdSSR[2].

## Ehrungen
- 1967 und 1977 wurde jeweils eine Straße in Beschezk und in Twer nach Michail Tschudow benannt.